# 女超人 (第四季)
《女超人》第四季（英語：Supergirl Season 4）是一部美國超級英雄動作冒險電視劇，由電視劇製作人艾莉·安德勒和兩位綠箭宇宙開發者葛雷格·波蘭提和安德魯·克瑞斯伯格合作開發，劇集以DC漫畫中的女超人角色改編而來，由奧拓·賓得與阿爾·派拉斯提諾合作創立。
除了奧黛特·安納布爾和克里斯·伍德不再回歸以外，大部分主演均回歸劇組，這次加盟山姆·維特威、妮可·梅因斯和愛普·帕克·瓊斯三位演員擔任主演，上一季中擔任常設的傑西·拉特在該季中升為主演。第四季於2018年10月14日首播，繼續由羅伯特·羅夫諾和潔西卡·奎勒擔任節目統籌，並將從週一移往週日檔期首播。

## 本季概要
此季承接上一季結尾，劇情方面會引進政治元素，以及一些與現實社會相關的話題，而“恐懼”是圍繞這一整季的主題。前半季主要講述女超人面對人類和外星人兩個集體之間的種族衝突，以及一位新敵人「自由使者」所造成的的威脅。後半季會深入瞭解女超人於第三季結尾時無意間製造出的分身，靈感取自馬克·米勒於2003年編繪的漫畫《超人：紅色之子》，其出現在西伯利亞邊境後學會有關知識，乃至一步一步和女超人對敵的故事。

## 演員

### 主要演員
- 梅莉莎·班諾伊 飾演 卡拉·佐·艾爾／卡拉·丹佛斯／女超人 ＆ 紅色之女
  - 伊莎貝拉·維多維奇（英语：Izabela Vidovic） 飾演 年輕的卡拉

- 麥卡德·布魯克斯（英语：Mehcad Brooks） 飾演 詹姆斯·奧爾森／守護者
- 凱樂·利 飾演 艾莉絲·丹佛斯（英语：Alex Danvers）
  - 奧莉維亞·妮卡寧 飾演 年輕的艾莉絲

- 凱蒂·麥克格雷斯 飾演 莉娜·路瑟（英语：Lena Luthor）
- 傑西·拉斯（英语：Jesse Rath） 飾演 奎羅·「布萊尼」·道斯／魔神腦五號（英语：Brainiac 5）
- 山姆·維特威 飾演 班·洛克伍德／自由使者（英语：Agent Liberty）
- 妮可·梅因斯（英语：Nicole Maines） 飾演 妮雅·納爾／夢境者（英语：Nia Nal）
- 愛普·帕克·瓊斯（英语：April Parker Jones） 飾演 蘿倫·海莉
- 大衛·哈伍德（英语：David Harewood） 飾演 喬恩·瓊茲／火星獵人

### 常設演員
- 蘿娜·米莎 飾演 梅西·葛雷夫絲（英语：Mercy Graves）
- 羅伯特·貝克（英语：Robert Baker (actor)） 飾演 奧提斯·葛雷夫絲
- 安東尼·科納奇 飾演 雷蒙·詹森（英语：Parasite (comics)#Pre-Crisis）
- 安卓莉亞·布魯克斯（英语：Andrea Brooks） 飾演 伊芙·泰絲馬克（英语：Eve Teschmacher）
- 布魯斯·巴克林納 飾演 菲利浦·貝克
- 莎拉·史麥斯（英语：Sarah Smyth） 飾演 莉蒂亞·洛克伍德
- 葛雷漢·維謝爾（英语：Graham Verchere） 飾演 喬治·洛克伍德
- 大衛·阿亞拉（英语：David Ajala） 飾演 曼徹斯特·布萊克（英语：Manchester Black）
- 潔西卡·梅拉茲 飾演 潘蜜拉·費雷爾／獸女（英语：Menagerie (DC Comics)）
- 雅姿·塔斯費（英语：Azie Tesfai） 飾演 凱莉·奧爾森

### 客串演員
- 蒂雅·辛卡（英语：Tiya Sircar） 飾演 菲歐娜·拜姆
- 布蘭妲·史壯（英语：Brenda Strong） 飾演 莉莉安·路瑟
- 潔咪·麥 飾演 麥肯錫
- 科比·莫羅（英语：Kirby Morrow） 飾演 迪恩·佩特賽利
- 山德·貝克利 飾演 彼得·洛克伍德
- 海倫·史萊特（英语：Helen Slater） 飾演 伊莉莎·丹佛斯
- 史蒂夫·拜爾斯（英语：Steve Byers） 飾演 湯姆
- 漢娜·詹姆斯（英语：Hannah James (actress)） 飾演 梅芙·納爾
- 凱特·波頓（英语：Kate Burton (actress)） 飾演 伊莎貝·納爾
- 路易斯·小澤·張簡 飾演 帽匠（英语：List of minor DC Comics characters#The Hat）
- 卡爾·朗布利（英语：Carl Lumbly） 飾演 梅林·瓊茲
- 派蒂·艾倫 飾演 瑪格·莫瑞森

### 特別演出
- 琳達·卡特 飾演 奧莉維亞·瑪斯汀
- 泰勒·霍奇林 飾演 凱·艾爾／克拉克·肯特／超人
- 伊莉莎白·圖諾克 飾演 露薏絲·蓮恩
- 喬恩·克萊爾 飾演 雷克斯·路瑟

## 集數
| 總集數 | 集數 （季） | 標題                                                                | 導演                  | 編劇                                                                              | 首播日期       | 製作 代碼 | 美國收視人數 （百萬） |
| --- | ----------- | ------------------------------------------------------------------- | --------------------- | --------------------------------------------------------------------------------- | -------------- | --------- | --------------------- |
| 66 | 1           | 美國外星人 American Alien                                           | 傑西·沃恩             | 劇本創作 ：羅伯特·羅夫諾 & 潔西卡·奎勒 故事構思 ：蓋博瑞·拉納斯 & 安卓莉塔·姆克吉 | 2018年10月14日 | T13.21201 | 1.52                  |
| 滅世者事件過去三個月，卡拉代替前去亞果市的超人守護地球，備受愛戴的同時卻忽視新的危機。由於近年來發生多起重大外星災難，造成人類與外星人之間的矛盾不斷加深，而由「自由使者」發起的“反外星人”社會運動在各處展開。雷克斯·路瑟的前助理梅西·葛雷夫絲和她的弟弟奧提斯趁虛而入，共同闖入核能實驗室中偷走電磁脈衝技術，卡拉雖然趕到卻受聲波武器與重力腳鐐束縛而沒能阻止他們逃跑。卡拉本認為只是一些小犯罪，直到發現梅西和奧提斯透過暗網實施全國各地的反外星人仇恨犯罪。在自由使者的幕後指揮下，梅西和奧提斯靠電磁脈衝襲擊瑪斯汀總統舉行外星人赦免法案兩週年峰會的戴維營，卡拉及時趕到現場抓獲奧提斯、迫使梅西撤退，但襲擊直播中卻暴露瑪斯汀實為外星人，才讓卡拉得知事態嚴重性。卡拉同時負責教導一名新上任的女記者妮雅·納爾，感覺她有夢想和志氣，但在發表新聞點子方面上欠缺信心，因此只好用自己的經歷來教導她。莉娜為了幫公開守護者身份的詹姆斯脫離法律訴訟，靠雷克斯的一些不為人知的商業洗錢機密來和檢察官做交易，最後雖然讓詹姆斯免除法律追究，但也讓詹姆斯被勒令不准繼續從事英雄。而卡拉不久前在卡茲尼亞邊境化解的一起火車橋樑坍塌事故，不知道橋塌其實是源於當時在地下磨練超能力的「另一個自己」。 |             |                                                                     |                       |                                                                                   |                |           |                       |
| 67 | 2           | 全面瓦解 Fallout                                                    | 哈利·傑爾健           | 劇本創作 ：黛娜·霍根 故事構思 ：瑪莉亞·瑪金提 & 丹尼爾·比提                       | 2018年10月21日 | T13.21202 | 1.34                  |
| 隨著瑪斯汀身份證實為外星人的畫面公開，在全國各地引發更多反外星人暴動示威，為了防止局勢進一步惡化，瑪斯汀自願卸下總統職位，並由副總統菲利浦·貝克接任。剛達到目的的梅西沒有就此罷手，試圖遠程癱瘓L企業專為外星人隱藏外表所開發的「形象誘發器」（Image Inducer）主機。雖然莉娜盡全力補救系統成功，但布萊尼在披薩店時因誘發器停運而暴露外星人面孔，遭到具有仇視心理的店主暴力襲擊，最後是一同在場的妮雅挺身而出解圍。目睹事情而受刺激的妮雅對詹姆斯表露自己是跨性別女性，希望詹姆斯能親自寫一篇社論來抵制衝突。隨後，梅西帶領傭兵攻入L企業企圖直接破壞誘發器主機，莉娜封鎖大樓後帶著卡拉和伊芙躲避追殺，最後躲入公司存放武器原型的地下室。莉娜裝上戰服手套抵抗梅西過程中，卡拉找機會化身女超人擊退梅西而將她抓捕回行動局。另一方面，喬恩得知他的一位外星人朋友菲歐娜失蹤而過去她家找她，隨後跟著她家中留下的調查資料，一路來到由自由使者本人主持的示威集會。卡拉以女超人身份發表人類和外星人不應互相攻擊的直播演說後，行動局中的一名對外星人反感的新進探員詹森偷偷釋放葛雷夫絲姐弟，還協助他們偷出氣體散播裝置，三人合作靠裝置在空氣中散播出氪石粉末氣體，導致卡拉瞬間感到乏力而從空中直墜下去… |             |                                                                     |                       |                                                                                   |                |           |                       |
| 68 | 3           | 鋼鐵之軀 Man of Steel                                               | 傑西·沃恩             | 羅柏·賴特 & 德瑞克·賽門                                                           | 2018年10月28日 | T13.21203 | 1.28                  |
| 兩年前，國際市大學歷史教授班·洛克伍德在其父彼得經營的煉鋼廠中，試圖制止工廠工人針對隔壁由外星人經營的N金屬工廠的抗議示威。洛克伍德被一名外星人員工自衛誤傷，使原本對外星人富有同理心的他，受此影響而開始對外星人產生排斥。事後，煉鋼廠長期供應的路瑟企業由莉娜接管後全部改用N金屬，導致彼得的煉鐵廠失去收入而倒閉，緊接著他們一家人也在達薩姆星人入侵地球時失去家當。原打算尋求公道的洛克伍德，卻發現凱特企業所有報導都偏袒外星人。連串的打擊讓洛克伍德越發激進，授課時不斷地發表針對外星人的仇恨言論而被大學請辭。後來在滅世者引發的全球災難中，彼得在坍塌的煉鋼廠中不幸喪生，使洛克伍德受喪親的悲憤驅使而開始犯罪之路，帶領幾名同樣仇視外星人的朋友展開一系列仇恨犯罪，所造成的反響也拉攏不少因外星人災難而家破人亡的受害者入伍。洛克伍德接著被葛雷夫絲姐弟找上一起聯手，其為他提供一套防護服，洛克伍德決定用他父親遺留的煉鋼廠作為總部，戴上他父親造出的鋼鐵面具，當上宣揚人類至上理念的「自由使者」。現今，卡拉受混入氪石粉末的空氣影響而被救回行動局搶救，當艾莉絲等人對她沒有任何急救方法時，莉娜前來協助而為女超人身上附上一套封閉式動力服，讓她暫時隔離外圍空氣而等待空氣被淨化。 |             |                                                                     |                       |                                                                                   |                |           |                       |
| 69 | 4           | 永不殺生 Ahimsa                                                     | 艾門·V·卡沃基恩       | 劇本創作 ：艾瑞克·卡拉斯科 故事構思 ：凱蒂·蘿絲·羅傑斯 & 潔絲·卡多斯              | 2018年11月4日  | T13.21204 | 1.23                  |
| 身著動力服的卡拉雖然清除身上的氪石毒素而恢復清醒，但戰服一旦受損則會失去保護效能，莉娜和布萊尼想辦法透過納米技術中和空氣裡的氪石元素。這時，詹森協助梅西和奧提斯在行動局沙漠分部，偷出外星寄生蟲樣本以及外星逃犯幼翅蟲和一名能製造分身的外星人，而洛克伍德透過寄生蟲控制住被他重傷的菲歐娜以掌控她的心靈控制能力，操縱住兩個逃犯四處作亂。艾莉絲因間接造成同仁叛逃而受到貝克總統指責，她也不准卡拉在空氣淨化前行動。喬恩尋找菲歐娜下落過程中，突然遇到她的未婚夫曼徹斯特·布萊克，兩者一起行動且靠心靈尋找她時，得知梅西和奧提斯即將襲擊城市遊樂場的孩子們以達到恐懼效果。艾莉絲勉強讓卡拉行動一起作戰，連詹姆斯也冒著被逮捕的危險而再次著裝參戰。分身人被擊敗後，奧提斯準備要對卡拉近距離開槍，所幸喬恩和曼徹斯特先救出菲歐娜，讓幼翅蟲恢復自我後幫忙制伏梅西和奧提斯。空氣被成功淨化，卡拉得以脫下動力服呼吸，但菲歐娜最終傷重死去，悲憤的曼徹斯特決定離開眾人成為獨行俠。詹姆斯事後雖然沒有被捕，但他在市民眼中被封為幫人類打擊外星人的“正義使者”；艾莉絲也因這次抗命，迫使貝克指派蘿倫·海莉上校上崗監督行動局。唯獨落跑的詹森供述完事情經過後，洛克伍德將寄生蟲樣本放入詹森體內進行融合。 |             |                                                                     |                       |                                                                                   |                |           |                       |
| 70 | 5           | 失樂園 Parasite Lost                                                | 大衛·麥維爾特         | 瑪莉亞·瑪金提 & 安卓莉塔·姆克吉                                                   | 2018年11月11日 | T13.21205 | 1.16                  |
| 詹森被感染寄生蟲後，開始在各地吸取外星人的生命精華，並得到該外星人的能力。卡拉因為毫無防備而險些被吸乾生命力，詹森因為吸收的能力很快會消退而只能及時逃跑。後來，卡拉和妮雅採訪一位外星人治療師阿瑪戴·迪羅斯，根據他的偉大事跡寫出文章。但閱讀文章的洛克伍德為了幫助詹森，於是動用關係將阿瑪戴胸前的生命供源之護身符搶走，將其作為讓詹森能力持久的武器。失去護身符的阿瑪戴開始性命不保，一起調查的喬恩跟卡拉從阿瑪戴印象中最後出現的一位少女，發現她是阿瑪戴的人類女兒伊莉莎白，但她跟阿瑪戴從來沒有見過面或說過話。卡拉後來發現偷盜真兇其實是伊莉莎白的母親，得知她不希望女兒跟身為外星人的父親接觸，因此不惜向自由使者交出護身符供給詹森使用。這時，詹森來到外星人群聚祈禱的阿瑪戴之家大肆破壞，艾莉絲想辦法製造屏障來防止詹森逃跑。即使負責指揮的海莉命令艾莉絲殲滅目標，但艾莉絲還是想辦法將詹森勸降，讓他自行拿下護身符後因為吸收過多力量而重度昏迷。阿瑪戴最終恢復清醒，開始和他女兒修復錯過的感情。艾莉絲因為抗命而受到海莉嚴加管制，卡拉決定和妮雅共同寫外星人的系列報道。詹姆斯逐漸發現城市對抵制外星人呈現一邊倒的局面，慎重考慮之下決定跟洛克伍德合作來改善守護者形象。 |             |                                                                     |                       |                                                                                   |                |           |                       |
| 71 | 6           | 獨斷專行 Call to Action                                             | 安東尼奧·尼格特       | 蓋博瑞·拉納斯 & 丹尼爾·比提                                                       | 2018年11月18日 | T13.21206 | 1.13                  |
| 自由使者組建的仇恨團體「自由之子」開始沿路襲擊外星人，卡拉與曼徹斯特共同抓到幾名自由之子，發現他們手中的傳單上寫有自由使者打擊外星人的宣言。由於海莉認為人類與外星人的衝突並非首關緊要，艾莉絲只能和卡拉冒著危險繼續調查。莉娜繼續和伊芙秘密研究哈倫艾石樣本，發現元素目前無法治愈疾病，但卻能將人體器官變得無堅不摧。莉娜同時為詹姆斯準備好到電視訪談節目中批評自由之子的暴行，但詹姆斯希望能以自己的方式制止他們，獨斷專行的他導致和莉娜陷入緊張關係。卡拉代替詹姆斯在訪談節目中和洛克伍德進行針對外星人的辯論，最後結果呈現兩極化爭議。曼徹斯特受邀參加卡拉一家的感恩節聚餐，本想拜託喬恩幫他用讀心術查看他綁架的自由之子佩特賽利腦中的秘密，而眾人突然意識到自由之子準備在當天日落時全軍出動，進攻他們標記過的外星人住家。自由之子的行為同時導致一些外星人用超能力進行自保，所有人分頭行動制止混亂場面。詹姆斯不顧莉娜反對親自制止一位自由之子湯姆，原本認為自己有能力勸阻他，卻被受脅迫的湯姆設計而被帶去見自由使者。海莉預感到內戰將至而決定準備好抗擊自由之子，於是暫時不法辦違抗命令的艾莉絲。曼徹斯特同時以為菲歐娜報仇的名義，用武器殺害佩特賽利以及他遇到的所有自由之子。 |             |                                                                     |                       |                                                                                   |                |           |                       |
| 72 | 7           | 寧做墮天使 Rather the Fallen Angel                                  | 查德·洛               | 黛娜·霍根 & 凱蒂·蘿絲·羅傑斯                                                      | 2018年11月25日 | T13.21207 | 1.15                  |
| 卡拉與曼徹斯特共同阻止自由之子在外星人工廠偷取核裂棒，答應與他聯手查緝自由使者，即使曼徹斯特的行動方式過於暴力兇殘，但卡拉同情他的喪妻遭遇而選擇再三容忍他。兩人查出被偷走的核裂棒被運往自由之子佔領的「謝利島」，該地為停運的外星人移民中心。但卡拉不慎輕信曼徹斯特，陪他單獨登島搜查而被騙入敵人的圈套，曼徹斯特表露他寧與敵人聯手設陷阱，都要見到自由使者來報仇。由於超能力被環島設置的阻尼器限制，造成卡拉頓時寡不敵眾且無法求援，手腳被敵人用鐵鏈牢牢捆住而擒獲。隨著卡拉被囚禁在島中央紀念碑底層，對此不知情的詹姆斯準備幫自由之子炸毀紀念碑來維護尊嚴，卡拉及時脫身大喊求救而讓詹姆斯醒悟並反擊。曼徹斯特深感敵人不會兌現承諾，問出自由使者的身份後大開殺戒，同時良心未泯而摧毀抑制器，讓卡拉恢復超能力而及時解除炸彈。莉娜實施黑氪石良藥的人體實驗，挑選出一名跟她同樣有過相似喪親經歷的青年亞當，兩人彼此建立起一些友情。但實驗結果以失敗告終，亞當也因此喪命，莉娜雖然得到寶貴實驗數據，同時對此陷入自責。詹姆斯去找莉娜試圖彌補先前的分歧，但被處於悲傷的莉娜推脫。喬恩試圖盡最大努力勸阻曼徹斯特，但曼徹斯特不惜用特殊儀器讓喬恩“感同身受”，不顧勸阻去找洛克伍德進行復仇。 |             |                                                                     |                       |                                                                                   |                |           |                       |
| 73 | 8           | 碉堡山 Bunker Hill                                                  | 凱文·史密斯           | 羅柏·賴特 & 艾瑞克·卡拉斯科                                                       | 2018年12月2日  | T13.21208 | 1.26                  |
| 自小遺傳家族外星人基因而患有嗜睡症的妮雅，突然夢見她身在某座工廠，面前除了一男一女還包括自由使者本尊。卡拉目睹妮雅對夢境的恐懼後，布萊尼僅透漏他在未來聽過關於妮雅的“英雄事跡”，隨後幫妮雅適應夢境來預測未來。三人跟到反外星人份子群居的科林伍德郡，故意被三位跟蹤的自由之子綁架至煉鋼廠後反擊，最後靠工廠名字得知洛克伍德就是自由使者。同時，復仇心切的曼徹斯特假借探望名義走入洛克伍德家中，挾持洛克伍德妻子莉蒂亞讓他坦白身份。喬恩用精神力干預而使曼徹斯特分心，讓夫妻倆逃亡至煉鋼廠隔壁的N金屬廠。執意要報復的曼徹斯特不顧女超人阻止，剛要動手卻被妮雅預測到行動後用吊鉤擊昏。警察趕到現場逮捕曼徹斯特和洛克伍德，其自由使者的身份雖然暴露，但反而激起更多反外星人人士到偏袒外星人的凱特企業以及監獄門口抗議，要求洛克伍德無罪釋放，就連剛獲救的莉蒂亞最後也選擇支持丈夫。自由使者的影響力造成人權意識高漲，貝克總統希望卡拉能公開身份以防止濫權，在卡拉拒絕之下正式解除她的英雄一職。與此同時，平行宇宙中的地球90號，一片超級英雄全軍覆沒的戰場，倖存的閃電俠目睹一位神秘外星人取回一本書，導致該外星人開始翻開書“改寫現實”，無能為力的閃電俠只能迅速跑離戰場。 |             |                                                                     |                       |                                                                                   |                |           |                       |
| 74 | 9           | 異世界（三） Elseworlds, Part 3                                     | 傑西·沃恩             | 劇本創作 ：馬克·古根海姆 故事構思 ：德瑞克·賽門 & 羅伯特·羅夫諾                   | 2018年12月11日 | T13.21209 | 2.17                  |
| 約翰·狄根再次透過天命之書改寫地球1號的現實，將他自己化身為穿黑戰服的超人，卡拉變成囚犯關押在星辰實驗室監獄裡，被該地球的艾莉絲監管。貝瑞和奧利佛變成惡名昭著的崔格雙子，在沒有夥伴投靠之下只能去找變成黑幫領袖的西斯科，透過他的穿越技術到地球三十八號找來真正的超人求助。卡拉想辦法勾起艾莉絲的珍貴回憶來說服她釋放自己，超人及時趕來對抗狄根，隨後搶走書而開始修復現實，卡拉、貝瑞和奧利佛恢復原本的身份。但不甘心的狄根再次將書奪走後開始重新改寫，卡拉和貝瑞冒險用飛行和神速力以相反方向繞行地球以減速時間，即使深知他們將會犧牲性命。奧利佛找回監視者“做完交易”，才讓他勉強改變卡拉和貝瑞的命運而免受死亡。決戰過程中，露薏絲帶領喬恩和布萊尼穿越過來攜手奮戰，眾人打敗機械人亞瑪佐後成功擊敗狄根，奪回天命之書而徹底恢復現實。戰後，卡拉一行人回去地球38號，克拉克表示露薏絲已經懷孕，兩人決定暫時先回去亞果市來保證孩子能順利出生，而克拉克不久後也向露薏絲求婚。在地球1號，貝瑞和奧利佛透過這次作戰而找回真正自我，舉杯慶祝時接到蝙蝠女俠來電，她告知說關入阿卡漢精神病院的狄根交到一位“獄友”，其預言道他們身在的宇宙與其他多元宇宙，未來即將面臨前所未有的“巨大危機”。註：此集作為綠箭宇宙2018年三劇連動的《異世界》第三集，故事承接《閃電俠》第五季第九集以及《綠箭俠》第七季第九集，結尾同時為2019年五劇連動的《無限地球危機》埋下伏筆。 |             |                                                                     |                       |                                                                                   |                |           |                       |
| 75 | 10          | 生性多疑 Suspicious Minds                                           | 瑞秋·塔拉蕾           | 瑪莉亞·瑪金提 & 蓋博瑞·拉納斯                                                     | 2019年1月20日  | T13.21210 | 1.04                  |
| 卡拉因不想暴露身份而接受解僱，但仍然冒著風險來到一艘被不明外星人襲擊的貨船現場調查，因此被海莉支出現場外。不滿女超人刻意隱瞞身份的海莉急切想查出其身份，準備一一審問艾莉絲在內的眾行動局探員，迫使艾莉絲只能想盡辦法隱瞞。卡拉去拜託做起私家偵探的喬恩一起調查襲擊事件，得知敵方外星人是具有隱形能力的莫拉星人，還發現牠們曾經被海莉在內的三位軍方高層抓捕並訓練成外星刺客。她們得知兩位計劃參與者都被殺，發現他們其實都受莫拉星人追殺尋仇，而只剩下海莉一人。當艾莉絲逐漸受不了海莉的行為方式時，卻得知她已從一位知情卡拉身份的探員問出女超人的身份。不久，莫拉星人攻入行動局，卡拉出手相救挽回局勢，但海莉執意要揭發她，迫使艾莉絲打昏她後，讓喬恩抹除海莉的相關記憶。但忘記卡拉身份的海莉沒有罷手，搬來一種能逼人說真話的外星物種來重新審訊，深知她們這次將瞞不下去的艾莉絲，只好拜託喬恩抹除所有知情探員的相關記憶，最後還包括艾莉絲自身對卡拉是女超人的所有記憶。莉娜考慮和詹姆斯和好，對他如實供出自己的地下實驗，詹姆斯因不想放棄這段戀情而勉強接受這一切。布萊尼開始走近妮雅，將她約出來後將自己對她能當上英雄的規劃文件交給她，對此捉摸不定的妮雅隨後收到她姐姐的聯繫。 |             |                                                                     |                       |                                                                                   |                |           |                       |
| 76 | 11          | 血親回憶 Blood Memory                                               | 莎儂·寇理             | 潔西卡·奎勒 & 黛娜·霍根                                                           | 2019年1月27日  | T13.21211 | 1.34                  |
| 身在卡茲尼亞的卡拉之分身近期因訓練過度而力盡昏迷，她的訓練官試圖用最大電量的心臟電擊挽救她，卻導致分身的身體產生出伽瑪射線而延伸到美國。國際市的一夥從事販毒的米勒兄妹手中的藥受此輻射影響，使服用者均獲得外星人般的強大力量。負責偵辦案件的艾莉絲由於先前抹除對卡拉身份的記憶，對外星人的觀念也隨之改變，但她同時深感自己腦子裡缺失記憶，喬恩只好對她謊稱大腦無異狀。這時，卡拉陪伴妮雅回去她的老家帕瑟斯鎮度豐收節，妮雅準備向母親伊莎貝爾和姐姐梅芙說出自己遺傳到的能力，但看著梅芙苦惱她沒有遺傳到能力而無法開口。豐收節當天，一家的母親伊莎貝爾被毒蜘蛛咬到而不幸去世，妮雅發現跟自己在夢中預見的情形相似，開始自責自己沒有盡早坦白實情。葬禮時，一群自由之子從米勒兄妹手中搶到藥而集體服用襲擊會場，預先知道姐姐會被襲擊的妮雅救她時暴露實情，而保護現場外星人的卡拉與擁護人類的艾莉絲之間形成強大分歧。事後，妮雅無法得到梅芙釋懷，卡拉在回去路上對她公開自己是女超人，以此證明她們同病相憐。詹姆斯不知如何面對莉娜的地下實驗時，卡拉也受不了艾莉絲跟她的美好關係持續疏遠。在卡茲尼亞，由於分身持續昏迷不醒，她的訓練官想辦法聯絡一位「美國人」來救她。 |             |                                                                     |                       |                                                                                   |                |           |                       |
| 77 | 12          | 獸女 Menagerie                                                      | 史蒂凡·帕希森斯基     | 劇本創作 ：羅伯特·羅夫諾 故事構思 ：丹尼爾·比提 & 葛雷格·鮑德溫                   | 2019年2月17日  | T13.21212 | 1.15                  |
| 珠寶大盜潘蜜拉·費雷爾搶劫逃亡路上目睹一顆小型隕石墜毀在附近，被隕石上的蛇形外星生物寄生結合後，變成專門挖人心臟作為食物、同時洗劫受害者持有的珠寶錢財的「獸女」。她陸續殺人導致艾莉絲率領的行動局、作為私家偵探調查案子的喬恩與卡拉、以及四處活動的自由之子，集體以不同的方式追查她的下落。喬恩試圖帶著卡拉跟隨艾莉絲的腳步辦案，藉此恢復她們姐妹倆曾有的深厚默契，但基於保護卡拉的艾莉絲不准她繼續跟隨。自由之子如今受繼承父親衣缽的洛克伍德之子喬治指揮，前去圍剿出席舞會派對現場的潘蜜拉的同時放到網絡上直播。卡拉冒險到場救援時一度受困，但走出母親去世陰影的妮雅著英雄裝現身救她且幫忙擊敗獸女。喬治帶頭殺死潘蜜拉體內的外星生物，使她遭制伏後被收押，在媒體面前發誓他們會繼續這麼做來保護人類。貝克總統為了應付群眾抗議，起草並實施維護人類權益為主的《愛國者法案》，讓洛克伍德無罪釋放且備受人類歡呼。莉娜針對黑氪石的研究，使海莉代表美國政府找上她幫忙開發讓美軍有能力對付強大外星敵人的藥物，詹姆斯最終向她坦白自己一直以來不認同她的真實看法，意見不合的兩人於是在情人節時正式分手，莉娜因此決定跟政府合作而聯絡海莉。在獄中，體內仍寄生著外星生物的潘蜜拉收到曼徹斯特來信。 |             |                                                                     |                       |                                                                                   |                |           |                       |
| 78 | 13          | 不仁不義 What's So Funny About Truth, Justice, and the American Way | 亞莉克西斯·奧斯特蘭德 | 艾瑞克·卡拉斯科 & 安卓莉塔·姆克吉                                                 | 2019年3月3日   | T13.21213 | 1.14                  |
| 曼徹斯特越獄脫逃後召集獸女，以及一名自由操縱五維空間的超能力者帽匠、包含一隻莫拉星人組成極英盟，四人決定擴大領域而在世界各地屠殺所有反外星人人士。卡拉想辦法阻攔他們行動時，妮雅在布萊尼陪同下來到孤獨堡壘進行各種訓練來熟練能力，即使遇到瓶頸但依然堅持。隨著極英盟的行為過於妄為，曼徹斯特親自跟卡拉談判過程中提及到貝克即將實行「克萊莫計劃」：發射一顆攻擊型人造衛星用來摧毀所有入侵大氣層的宇宙船。卡拉隨後跟貝克證實項目存在，希望他不要這麼做，卻促使貝克將項目提早至當晚實行。極英盟得知事情後全體進攻衛星發射基地，即使受到卡拉、喬恩、布萊尼、妮雅和獨自來援助的艾莉絲干預，但他們集體逃跑前還是將衛星發射出去，將其攻擊坐標修改為白宮。卡拉在艾莉絲提供之前的密封式動力服飛到太空中，及時摧毀整顆衛星，但貝克仍然文過飾非般的斥責她。艾莉絲和海莉雙雙對衛星計劃不知情，認為貝克的政府沒有按照規章行事，艾莉絲因此私下跟調任到行動局的莉娜和伊芙結盟協助她們的實驗。洛克伍德被無罪釋放後，貝克總統邀請他到白宮握手言和，推選他成為新任外星事務部長。各地一些自由之子領隊開始質疑洛克伍德持續光說不練後，洛克伍德憤怒之下打死質疑他的人，開始重新規劃下一步行動。 |             |                                                                     |                       |                                                                                   |                |           |                       |
| 79 | 14          | 為人師表 Stand and Deliver                                          | 安迪·阿瑪甘尼恩       | 羅柏·賴特 & 潔絲·卡多斯                                                           | 2019年3月10日  | T13.21214 | 1.05                  |
| 極英盟製造的影響力在世界各地引發更多人類和外星人之間的衝突，卡拉一行人在妮雅幫助下成功緝拿獸女歸案。但曼徹斯特和帽匠闖入孤獨堡壘獲取幾把氪星武器，兩者搶奪過程中一度因曼徹斯特急切想復仇而起內杠。卡拉一行人雖然及時趕到堡壘，但曼徹斯特卻走入一間收藏噬日者的房間來自尋短見。眾人本以為他已死，卻不知道曼徹斯特其實被帽匠救出而藏在五維空間裡安排下一步行動。當上外星事務部長的洛克伍德公開表示他將廢除外星人赦免法案，艾莉絲不情願地受令擔任他的護衛，而不明網絡人士召集大部分外星人或是其擁護者走上街頭示威遊行，抗議洛克伍德舉辦的法案廢除記者會。曼徹斯特透過搶到的全息投影儀器製造分身攻擊會場，艾莉絲趁機疏散走洛克伍德避免進一步衝突，喬恩被全息投影欺騙而一度失控，最後目睹自己毆打一位普通人。妮雅和布萊尼合作抓獲帽匠，現場混亂停止後，所有激進分子被捕以外，人類和外星人開始對彼此伸出援手、和平解決糾紛。詹姆斯重拾相機在現場上拍下的一系列照片發佈後，造成洛克伍德沒能廢除法案。不願被曼徹斯特牽著走的喬恩，決定變回緑火星人狀態，親自將曼徹斯特逮捕歸案。詹姆斯沒能查出進出L企業的不明“黑預算”來源，正要離開辦公室時，突然被身後的不明人士開槍擊中而倒地。 |             |                                                                     |                       |                                                                                   |                |           |                       |
| 80 | 15          | 逃獄之王 O Brother, Where Art Thou?                                 | 塔妮安·麥吉爾南       | 德瑞克·賽門 & 妮琪·霍康布                                                         | 2019年3月17日  | T13.21215 | 1.07                  |
| 四年前，雷克斯·路瑟透過科學力量將整座大都會的天空用紅色太陽光籠罩，但他最終被趕到的警察抓捕後入獄。現今，服刑四年的他突患癌症而中風，申請回到宅邸陪莉娜一起完成黑氪石解藥來救自己一命。負傷的詹姆斯送院搶救，卡拉等人包括詹姆斯的妹妹凱莉均為他祈禱。卡拉和喬恩尋找可能犯案的曼徹斯特，卻發現他在喬恩父親梅林的墳墓取得科拉權杖，將喬恩失去兒女的痛苦回憶勾回來。由於詹姆斯的傷勢越發嚴重，艾莉絲的建議莉娜完成解藥來拯救詹姆斯；即使受到凱莉的強烈反對，艾莉絲還是盡全力說服她嘗試。這時，曼徹斯特破壞城市水壩發電廠而引發全市停電，醫院的備用電力也失效，莉娜見情況緊急而立即對詹姆斯注射解藥而使他迅速痊愈。在卡拉防止水壩坍塌過程中，喬恩最終經受不住曼徹斯特的挑釁，於是奪回權杖後將曼徹斯特化為灰燼，讓喬恩對此自責不已。隔天，詹姆斯恢復清醒，但莉娜推論是雷克斯安排讓醫院備用電力失效，縱使自己爭分奪秒完成解藥來救詹姆斯。雷克斯承認所為後同時揭露是他找人射傷詹姆斯，自己也已經注射過解藥而痊愈。莉娜這時發現屋內的獄警是本已死亡的奧提斯冒充，而自己的親信伊芙竟身為雷克斯的間諜。雷克斯命令伊芙留在宅邸裡看守莉娜後，陪奧提斯大搖大擺地殺光獄警、迎向自由。 |             |                                                                     |                       |                                                                                   |                |           |                       |
| 81 | 16          | L之家 The House of L                                                | 卡爾·西頓             | 黛娜·霍根 & 艾瑞克·卡拉斯科                                                       | 2019年3月24日  | T13.21216 | 1.12                  |
| 九個月前，卡拉在滅世者戰役中跟黑氪石接觸後，無意間分離出自己的分身。毫無記憶的她出現在卡茲尼亞邊境基地，被該國國防部長收留，開始學習俄語等有關知識。但她的超能力逐漸失控，部長聯絡當時入獄三年、精通氪星人知識的雷克斯協助。由於分身腦中僅有對姐姐艾莉絲的一絲記憶，她開始將兩者名字相似的雷克斯視為親人，在他的陪伴下服從命令受訓。雷克斯得知卡茲尼亞即將靠她進攻美國，決定實施“紙老虎”之計，自己避免戰爭而便能成為美國英雄。雷克斯命令自願為他做間諜的伊芙在莉娜身邊臥底且研究黑氪石，再命令奧提斯和梅西去號召洛克伍德，在美國掀起反外星人聲浪作為聲東擊西。幾個月下來，雷克斯用服刑作為不在場證明而開始兩頭跑，為分身腦中灌輸美國萬惡的思想，隨後還陪伴她蒞臨一趟美國以見多識廣。為了不讓她出現同理心，雷克斯炸毀跟分身親近的一位卡茲尼亞小男孩米凱爾的家，將錯誤歸於美國人身上，實際上將米凱爾隱藏起來。不久，分身訓練過猛而性命不保，雷克斯認為黑氪石解藥是唯一方法，不惜親自走入輻射室讓自己患上癌症，迫使讓莉娜完善解藥。現今，注射完解藥的雷克斯靠獲得的超能力擊退女超人後，靠自己的血液救活分身，最後成功將她塑造成聽命於自己的「紅色之女」（Red Daughter）。 |             |                                                                     |                       |                                                                                   |                |           |                       |
| 82 | 17          | 秀外慧中 All About Eve                                              | 班·布雷               | 劇本創作 ：蓋博瑞·拉納斯 故事構思 ：凱蒂·蘿絲·羅傑斯 & 布魯克·波爾                | 2019年3月31日  | T13.21217 | 1.06                  |
| 昏迷的莉娜被艾莉絲率領行動局探員在辦公室營救，眾人從桌上留下的雷克斯親筆信得知伊芙身為他的間諜。卡拉向海莉提議暫時協助行動局，跟著艾莉絲查緝雷克斯和伊芙下落，不甘心被出賣的莉娜堅持出院參與她們的調查。一行人詢問伊芙的親戚後攻入伊芙的私人實驗室中找到黑氪石樣本，原本對此生氣的卡拉經歷眾多事情之後，最終諒解莉娜針對此研究的苦衷。三人發現伊芙運用卡德摩斯實驗室遺留的金屬人技術復活奧提斯，同時遭到一架實驗金屬人襲擊，但她們靠互相合作化解危機。喬恩自從殺死曼徹斯特後迷失自我、無法思考，龐大精神壓力迫使他啟用權杖尋求自己已故父親梅林的協助，在幻覺裡受父親督促和執導下學會做自己，促使他馬上坐宇宙船回去火星。雷克斯暗中操弄政府全票批准洛克伍德廢除外星人赦免法案，詹姆斯不顧反對堅持出院到白宮採訪。卡拉在華盛頓特區找到伊芙的藏身車時卻中計，全身被含有氪石的戰甲束縛。這時，紅色之女冒充成女超人對白宮發動襲擊，貝克等政府官員將其視為女超人的報復行為。卡拉雖然脫身卻阻止不及，一夜之間變成全民公敵。在白宮受嚴重驚嚇的詹姆斯承認自己有創傷後遺症，只好去向凱莉進行心理輔導。莉娜得知雷克斯試圖殺母親莉莉安來滅口，說服莉莉安交代情報後，決心和艾莉絲合作幫女超人洗清罪名。 |             |                                                                     |                       |                                                                                   |                |           |                       |
| 83 | 18          | 牢獄之災 Crime and Punishment                                       | 安東尼奧·尼格特       | 劇本創作 ：羅柏·賴特 故事構思 ：琳賽·施特曼 & 安卓莉塔·姆克吉                     | 2019年4月21日  | T13.21218 | 0.99                  |
| 卡拉自從背上襲擊白宮的黑鍋後，作為女超人不管走到哪裡都會被市民視為恐怖份子，隨著貝克實施夜晚戒嚴，只剩下艾莉絲和莉娜選擇幫她。莉娜陪她來到史崔克島監獄，在雷克斯的牢房中尋獲他的一系列日誌，當中除了多數會勾起莉娜兒時痛苦回憶的資訊以外，沒有任何蛛絲馬跡。不久，奧提斯走進監獄掀起暴動，卡拉無法對敵身上安裝氪石技術的奧提斯後，情急之下換回卡拉身份來矇騙他。這時，關在雷克斯牢房隔壁的囚犯史蒂夫·羅麥利，由於崇拜卡拉作為揭發事實的知名記者身份，給她雷克斯儲存機密訊息的硬盤。莉娜同時找到雷克斯牢房的密道深處通往一間秘密實驗室，得知他即將襲擊行動局沙漠舊址。為了摧毀證據，雷克斯遠端引爆奧提斯炸毀整座牢房區，卡拉帶著莉娜及時逃出監獄，而身體粉碎的奧提斯隨後被伊芙重新拼湊復活。另一方面，洛克伍德獲得貝克授權，來到行動局征用對付女超人用的武器，命令海莉呼叫女超人前來自投羅網。但海莉看在自己女兒的份上、加上艾莉絲用心說服而沒有這麼做，用欺騙手段讓洛克伍德無功而返。布萊尼冒險刪除行動局系統中的外星人註冊名單，以防止洛克伍德進一步造成威脅，自己同時留下一份複製以防萬一。監獄暴動平息後，卡拉意識到自己只會進一步惡化局勢，決定暫時先靠記者身份來低調行事。 |             |                                                                     |                       |                                                                                   |                |           |                       |
| 84 | 19          | 美夢成真 American Dreamer                                           | 大衛·哈伍德           | 劇本創作 ：黛娜·霍根 故事構思 ：丹尼爾·比提 & 潔絲·卡多斯                         | 2019年4月28日  | T13.21219 | 1.14                  |
| 妮雅以夢境者身份接替女超人職責，在城市暗處抗擊罪犯。貝克為洛克伍德的自由之子授權，開始嚴厲打擊且四處搜捕任何“可能具有敵意”的外星平民。喬治跟著父親進外星人酒吧參與搜捕時，突然目睹他的同校好友也身為外星人，霎那間對他父親的行為產生質疑。詹姆斯的創傷後遺症越發嚴重，而黑氪石解藥為他帶來的“超能力”逐漸失控，布萊尼於是獲得詹姆斯同意而透視他的思想，過程中發現詹姆斯的創傷源於他兒時受兩個惡霸欺負鎖進棺材，因而錯過父親的葬禮，對此羞愧的他只好用謊言來掩蓋這段痛苦往事。但凱莉一同走進思想中幫詹姆斯度過難關，讓詹姆斯決定不再逃避而徹底脫離創傷。卡拉在企業裡為夢境者進行獨家直播採訪，妮雅用自己身為外星人混血以及跨性別的身份，鼓舞所有人不要再臣服於恐懼，很快便名聲四起。但這同時導致洛克伍德帶領軍隊來企業準備逮捕她們，隨著布萊尼和詹姆斯共同趕來支援，四人齊心協力趕跑他。莉娜不久後前來對卡拉坦白，自己為幫助雷克斯抗癌而導致他逃出的愧疚而得到卡拉諒解，兩人合作調查出雷克斯用科技企業艾美特克的名義買下過卡茲尼亞的導彈發射基地。吃敗仗的洛克伍德當晚回家發現妻子莉蒂亞遭行刺身亡，行兇者是一位丈夫被他強行逮捕的外星女子。與此同時，在火星結束旅程的喬恩準備回去地球。 |             |                                                                     |                       |                                                                                   |                |           |                       |
| 85 | 20          | 分身大師 Will The Real Miss Tessmacher Please Stand Up?             | 莎儂·寇理             | 劇本創作 ：德瑞克·賽門 故事構思 ：凱蒂·蘿絲·羅傑斯 & 娜塔莉·亞伯姆斯              | 2019年5月5日   | T13.21220 | 1.05                  |
| 卡拉和莉娜遠去卡茲尼亞的導彈發射基地，合作協尋任何有關雷克斯身為犯罪主使的資料，她們首先發現基地早已撤空，所有人員當時位於美國西海岸的軍事集結點，準備對美國發動軍事打擊。兩人同時發現一系列外星人實驗設備，得知雷克斯已經找到方法將外星人超能力跟人體結合。這時，整座基地限時十分鐘後自毀，而伊芙靠實驗得到克隆超能力，製造出多數分身試圖阻攔她們。卡拉和莉娜分別作戰擊倒所有分身，伊芙本尊卻逃之夭夭，卡拉找到現任白宮幕僚長同身為雷克斯間諜的證據後，得知紅色之女的存在、住過的牢房、以及她知情自己人類身份的事實，臨走前只能燒毀整間牢房。回去路上，莉娜自責自己將卡拉置於危險中，卡拉原本準備對她坦白自己的女超人身份，但看著莉娜心碎腸斷的樣子，卡拉實在無法對她開口。艾莉絲準備領養小孩，但因對方家屬突然改變主意而失落不已，直到受同樣有過失去未婚妻經歷的凱莉陪伴才撫平情緒。悲憤的洛克伍德離開妻子葬禮，對自己注射黑氪石藥方得到超能力，放肆般地在外緝拿外星人，最後受詹姆斯、布萊尼、妮雅和回歸地球的喬恩聯手制止，喬治因此看透父親只顧自己而與之決裂。卡拉來到白宮向貝克遞交雷克斯的犯罪證據，卻不知貝克其實才是雷克斯的共謀者，最後被身後的總統護衛抓走。 |             |                                                                     |                       |                                                                                   |                |           |                       |
| 86 | 21          | 紅色黎明 Red Dawn                                                   | 亞莉克西斯·奧斯特蘭德 | 劇本創作 ：琳賽·施特曼 故事構思 ：蓋博瑞·拉納斯 & 艾瑞克·卡拉斯科                 | 2019年5月12日  | T13.21221 | 1.11                  |
| 卡拉設法逃出囚禁時短暫遇見紅色之女，無法勸降她被擊傷肩膀而跳窗逃跑，所搜集的證據全部被毀而陷入窘境，便繼續瞞著身份跟艾莉絲與海莉合作尋找紅色之女下落。莉娜將雷克斯的真實目的告知洛克伍德，首先發現他受黑氪石藥物之副作用影響而全身機能逐漸退化。洛克伍德回去找奧提斯證實事情後，用力拔出他的氪石心臟而殺死他，莉娜和詹姆斯靠跟蹤他來證實推論時，詹姆斯轉眼間也出現副作用而身體虛弱。莉娜被迫將莉莉安帶出監獄完善研究，為詹姆斯再注射一劑藥而穩定。布萊尼、妮雅和喬恩合作尋找所有被外星事務部逮捕的外星人，摸進囚禁外星人的基地卻集體被擒，備受電刑拷打的布萊尼無意間機體重啟而釋出原本抑制住的“另一人格”，為完成使命開始不擇手段、決定用喬恩和妮雅充當營救的誘餌，任由他們跟其他外星人集體用傳送儀送至未知地點。紅色之女來到卡拉老家挾持伊莉莎，迫使卡拉立即過去和她發生=打鬥。紅色之女靠自己的紫色閃電能量使天色轉暗，將卡拉幾近打死時突然飛離現場，到場救援的艾莉絲目睹昏迷的卡拉，霎那間恢復她跟卡拉的一切回憶，趴在妹妹面前痛哭。這時，卡拉身旁植物所吸收的太陽光全部流向卡拉，使她恢復清醒而和艾莉絲團聚。但這時新聞播報，身穿戰甲的雷克斯擊敗紅色之女並殲滅卡茲尼亞軍隊，成為新的美國英雄… |             |                                                                     |                       |                                                                                   |                |           |                       |
| 87 | 22          | 尋求和平 The Quest for Peace                                        | 傑西·沃恩             | 劇本創作 ：羅伯特·羅夫諾 & 潔西卡·奎勒 故事構思 ：羅柏·賴特 & 德瑞克·賽門         | 2019年5月19日  | T13.21222 | 1.07                  |
| 雷克斯接連背叛且挫敗卡茲尼亞軍隊與紅色之女，如願以償地成為美國英雄，他同時將倖存的紅色之女以及所有被捕獲的外星人送往謝利島，提取各自的超能力來為升級過的克萊莫攻擊衛星充能，準備摧毀超人所在的亞果市。喬恩和妮雅逃出囚禁後為布萊尼發信號，卡拉一行人到場解救時碰上同樣來復仇的洛克伍德。艾莉絲打敗所有自由之子時，詹姆斯和洛克伍德勢均力敵之下，分別用莉娜完工的儀器抽取出體內的黑氪石藥方，過程導致詹姆斯失去右眼。喬恩和妮雅共同用心理能力制止衛星主機，布萊尼看著他們不顧自己性命的英勇舉動，一瞬間找回原來的良知而協助他們，最後成功使主機超負荷而停機。雷克斯親自到場跟卡拉一戰，趁亂逃出的紅色之女捨身為卡拉擋下致命一擊，死前道完謝後將超能力與卡拉重新同化，讓卡拉全力以赴戰勝雷克斯。落敗的雷克斯藉著爆炸偷跑回藏身處，卻被莉娜開槍重傷以永絕後患，但他臨死前卻對莉娜公開卡拉是女超人。隨著卡拉寫出文章公開證據，洛克伍德與貝克被逮捕，女超人名譽以及外星人赦免法案都被回華府的海莉恢復。知情卡拉身份的莉娜對此憤憤不平，伊芙逃亡過程中遭受一個幕後神秘組織「利維坦」跟監。同時，監視者來到卡拉的宇宙，從幻影區釋出一名企圖獵殺喬恩的“綠火星人”，最後還將雷克斯的遺體回收。 |             |                                                                     |                       |                                                                                   |                |           |                       |

## 收視
| 總集數 | 集數 | 標題             | 播出日期       | 收視／份額 （18–49歲） | 收視 （百萬） | DVR （18–49歲） | DVR收視 （百萬） | 加總 （18–49歲） | 總收視 （百萬） |
| ------ | ---- | ---------------- | -------------- | ---------------------- | ------------- | --------------- | ---------------- | ---------------- | --------------- |
| 66     | 1    | 美國外星人（American Alien）   | 2018年10月14日 | 0.5/2                  | 1.52          | 0.4             | 1.14             | 0.9              | 2.66            |
| 67     | 2    | 全面瓦解（Fallout）     | 2018年10月21日 | 0.4/2                  | 1.34          | 0.4             | 1.04             | 0.8              | 2.38            |
| 68     | 3    | 鋼鐵之軀（Man of Steel）     | 2018年10月28日 | 0.4/2                  | 1.28          | 0.3             | 0.93             | 0.7              | 2.21            |
| 69     | 4    | 永不殺生（Ahimsa）     | 2018年11月4日  | 0.4/2                  | 1.23          | 0.3             | 0.97             | 0.7              | 2.20            |
| 70     | 5    | 失樂園（Parasite Lost）       | 2018年11月11日 | 0.3/1                  | 1.16          | 0.4             | 0.97             | 0.7              | 2.13            |
| 71     | 6    | 獨斷專行（Call to Action）     | 2018年11月18日 | 0.3/1                  | 1.13          | 0.4             | 0.99             | 0.7              | 2.12            |
| 72     | 7    | 寧做墮天使（Rather the Fallen Angel）   | 2018年11月25日 | 0.3/1                  | 1.15          | 0.4             | 0.95             | 0.7              | 2.10            |
| 73     | 8    | 碉堡山（Bunker Hill）       | 2018年12月2日  | 0.4/2                  | 1.26          | 0.3             | 1.00             | 0.7              | 2.26            |
| 74     | 9    | 異世界（三）（Elseworlds, Part 3） | 2018年12月11日 | 0.8/3                  | 2.17          | 0.5             | 1.36             | 1.3              | 3.53            |
| 75     | 10   | 生性多疑（Suspicious Minds）     | 2019年1月20日  | 0.3/1                  | 1.04          | 0.4             | 1.19             | 0.7              | 2.23            |
| 76     | 11   | 血親回憶（Blood Memory）     | 2019年1月27日  | 0.3/1                  | 1.34          | 0.4             | 1.02             | 0.7              | 2.36            |
| 77     | 12   | 獸女（Menagerie）         | 2019年2月17日  | 0.3/1                  | 1.15          | 0.4             | 1.05             | 0.7              | 2.20            |
| 78     | 13   | 不仁不義（What's So Funny About Truth, Justice, and the American Way）     | 2019年3月3日   | 0.4/2                  | 1.14          | 0.3             | 0.94             | 0.7              | 2.08            |
| 79     | 14   | 為人師表（Stand and Deliver）     | 2019年3月10日  | 0.3/1                  | 1.05          | 0.3             | 0.78             | 0.6              | 1.83            |
| 80     | 15   | 逃獄之王（O Brother, Where Art Thou?）     | 2019年3月17日  | 0.3/2                  | 1.07          | 0.3             | 0.95             | 0.6              | 2.02            |
| 81     | 16   | L之家（The House of L）        | 2019年3月24日  | 0.3/1                  | 1.12          | 0.3             | 0.81             | 0.6              | 1.93            |
| 82     | 17   | 秀外慧中（All About Eve）     | 2019年3月31日  | 0.3/2                  | 1.06          | 0.3             | 0.81             | 0.6              | 1.87            |
| 83     | 18   | 牢獄之災（Crime and Punishment）     | 2019年4月21日  | 0.3/1                  | 0.99          | 0.2             | 0.71             | 0.5              | 1.70            |
| 84     | 19   | 美夢成真（American Dreamer）     | 2019年4月28日  | 0.3/1                  | 1.14          | 0.2             | 0.73             | 0.5              | 1.87            |
| 85     | 20   | 分身大師（Will The Real Miss Tessmacher Please Stand Up?）     | 2019年5月5日   | 0.3/1                  | 1.05          | 0.2             | 0.71             | 0.5              | 1.76            |
| 86     | 21   | 紅色黎明（Red Dawn）     | 2019年5月12日  | 0.3/1                  | 1.11          | 0.3             | 0.76             | 0.6              | 1.87            |
| 87     | 22   | 尋求和平（The Quest for Peace）     | 2019年5月19日  | 0.3/1                  | 1.07          | 0.3             | 0.80             | 0.6              | 1.87            |

## 外部鏈接
- 官方网站 （英文）